# T 점수
t값(t score)은 z값(z score)이 소수(小數)로서 음수와 양수에 걸쳐 분포하는 것을 재설정해줌으로써 자연수와 백분위수로 표현해 보여줄 수 있다는 점에서 데이터의 가독성을 보다 높인 값이다. 즉 t값(t score)은 z값(z score)으로부터 단위변환된 값이라고 할 수 있다.

## 공식
표준값 z는 원수치인 x가 평균에서 얼마나 떨어져 있는지를 나타낸다. 음수이면 평균이하, 양수이면 평균이상이다.
{\displaystyle z={\frac {x-\mu }{\sigma }}}
- 여기서 x는 정상화되는 원수치이다.
- σ는 모집단에서의 표준편차(SD)이다.
- μ는 모집단에서의 평균(M)이다.

따라서
{\displaystyle t=10z+50}
소수점과 음수와 양수의 값을 갖는 표준점수(z)로부터 자연수 및 백분위수로 변환하는 과정을 통해서 구할 수 있다.

## t-통계량
통계에서 t-통계량(t-statistic,t 통계값)은 가정된 값에서 표준 오류에 대한 모수의 추정값 이탈의 비율이다. 스튜던트 t 테스트(Student 's t-test)를 통한 가설 테스트(hypothesis test)에 사용된다. t-통계량은 t-검정(t 데스트)에서 귀무 가설을 지지할지 기각할지 여부를 결정하는 데 사용된다. z점수(z score)와 매우 유사하지만 표본 크기가 작거나 모집단 표준 편차를 알 수 없는 경우 t-통계가 사용된다는 차이점이 있다. 예를 들어, 모집단 표준 편차를 알 수 없는 경우 t-통계량은 표본 평균의 표본 분포(sampling distribution)에서 모집단 평균을 추정하는 데 사용된다. 또한 p값(p value)이 발생한 결과의 확률을 알려주는 가설 검정을 실행할 때 p값과 함께 사용되어 결과의 유의미성인 유의 확률(significance probability)을 보여주게 된다.

## 같이 보기
- F테스트